# Hélion de Villeneuve

Helion de Villeneuve
Kupferstich um 1725

Großmeisterwappen von Helion de Villeneuve

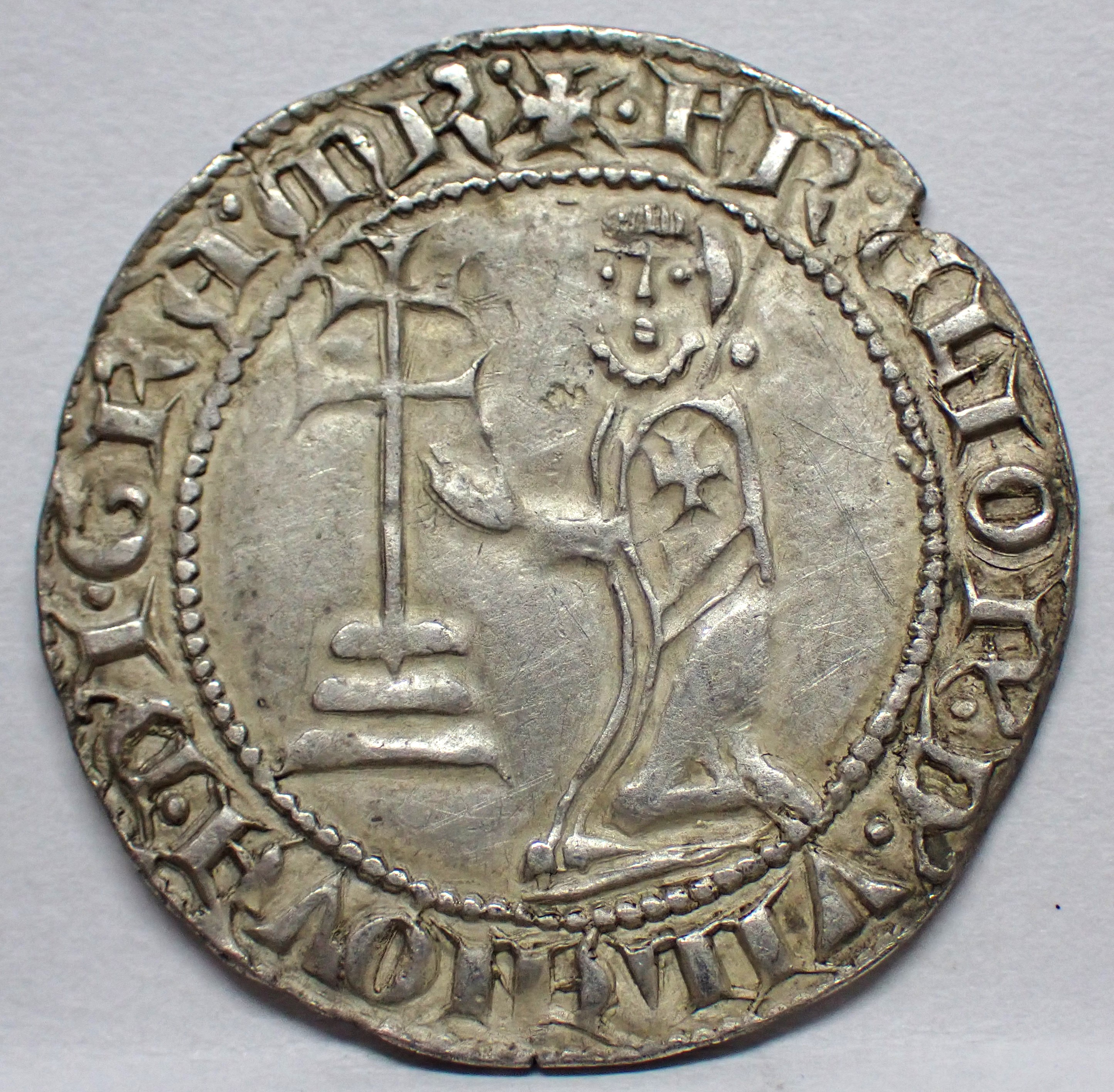
Gigliato des Helion de Villeneuve, Avers

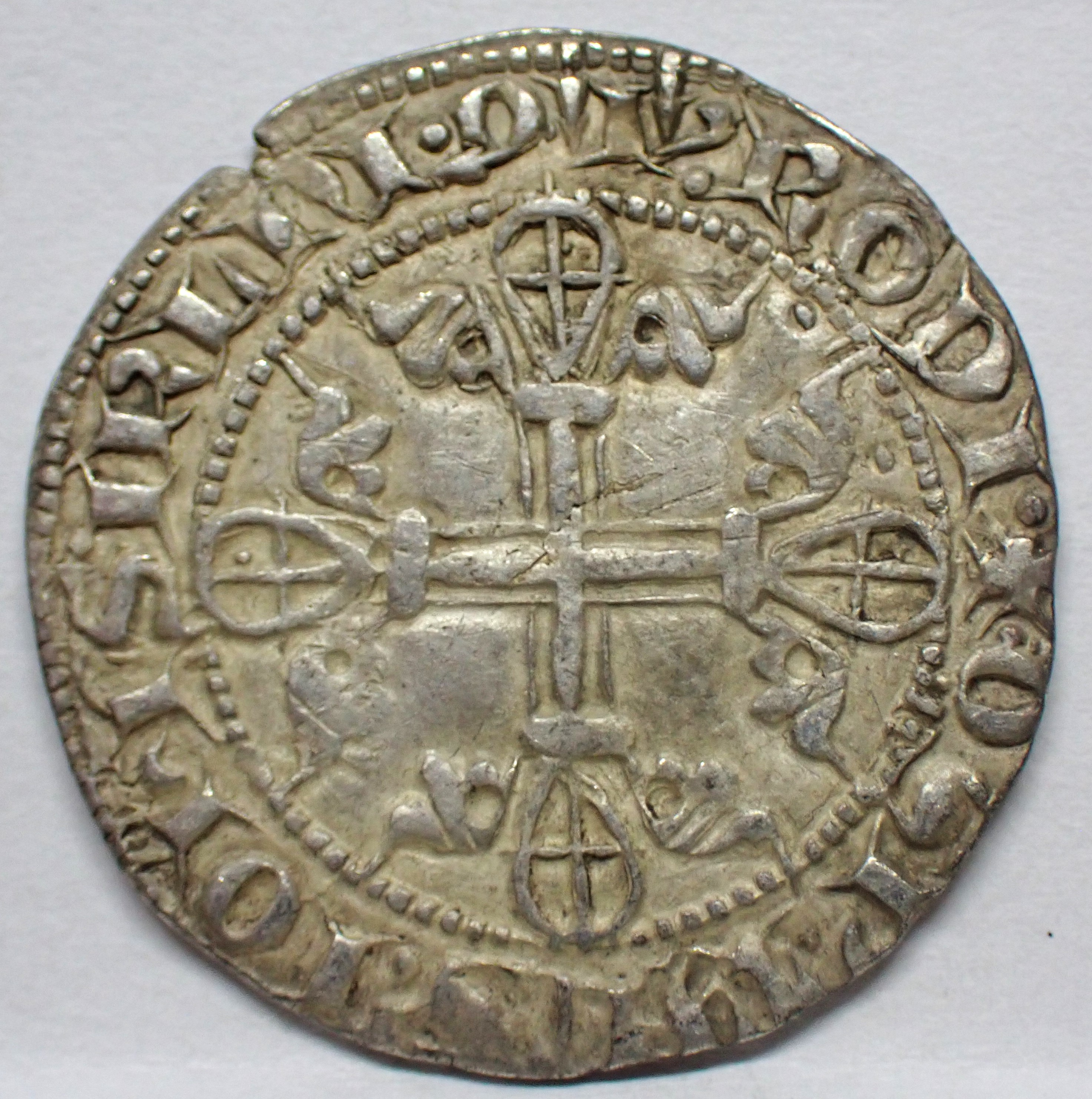
Gigliato des Helion de Villeneuve, Revers

Hélion de Villeneuve (auch Ioannes Eliones Villanovanus, Elionus de Villanova) (* um 1270; † 1346 auf Rhodos) war von 1319 bis zu seinem Tod (1346) der 26. Großmeister des Johanniterordens auf Rhodos. Er war ein Bruder der heiligen Rosaline von Villeneuve und kam aus der Zunge der Provence.
De Villeneuve löste den entmachteten Großmeister Foulques de Villaret sowie dessen Konkurrenten Maurice de Pagnac ab, nachdem beide von Papst Johannes XXII. ihres Amtes enthoben worden waren.
Er beteiligte sich 1343 zusammen mit Venedig und Zypern an einer päpstlichen Kreuzzugsliga gegen die Türken von Aydın. Ende 1344 eroberten die Kreuzfahrer die Stadt Smyrna auf dem kleinasiatischen Festland. Der Johanniterorden konnte sich dort bis 1402 behaupten.